# تبرز

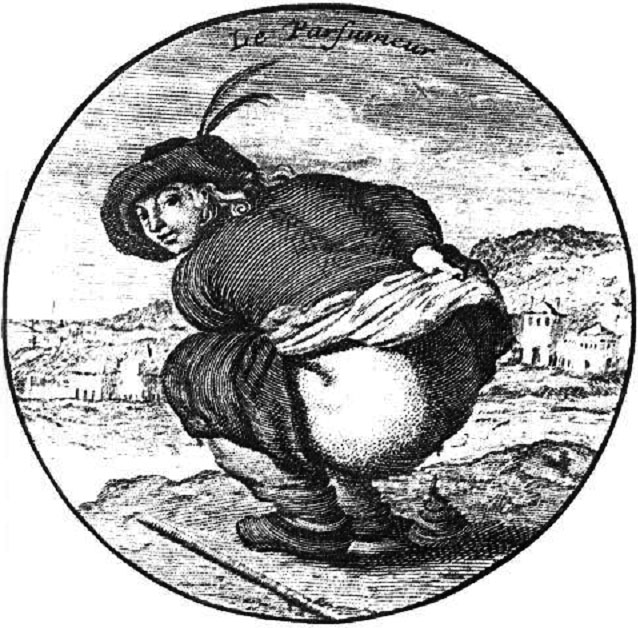

التبرز هي التي تقوم فيها الكائنات الحية بالتخلص من المخلفات الصلبة أو شبه الصلبة أو السائلة (البراز) عن طريق جهاز الهضم بواسطة فتحة الشرج. تحرك موجات من العضلات جدران القولون فيما يعرف بالتمعج لنقل البراز خلال القناة الهضمية نحو المستقيم. الطعام غير المهضوم يمكن طرده من الجسم أيضاً بواسطة عملية التبرز.

## دورة التبرز
في الإنسان البالغ، عملية التبرز -أو دورة التبرز-، مزيج من العمليات الإرادية واللاإرادية بالقوة في الشكل الطبيعي. دورة التبرز هي الفاصلة بين إكمال تبرز واحد، وإكمال التبرز التالي له. في بداية الدورة، تعمل أمبولة المستقيم (تشريحياً ampulla recti) كمخزن مؤقت للطعام الغير مرغوب فيه. عندما يدخل براز إضافي إلى المستقيم، تقوم الجدران المستقيمية بالتوسع. تزايد كاف في في الفضلات البرازية في المستقيم تسبب تمدداً للمستقبلات في الجهاز العصبي الموجودة في الجدران المستقيمية لإثارة تقلص العضلات المستقيمية، وارتياح في المصرة الشرجية الداخلية وتقلص ابتدائي في العضلة العظمية للمصرة الخارجية. ارتياح المصرة الشرجية الداخلية تحدث إشارة ترسل إلى الدماغ منبهة على دفع البراز.
إذا لم يتم قبول الإشارة، عادة ما ترجع الفضلات الموجودة في المستقيم إلى القولون بواسطة التمعج العكسي حيث يتم امتصاص مياه أكثر، مما يقلل الضغط ويسبب توسعاً في المستقيم لفترة مؤقتة. تخزن الفضلات البرازية الإضافية في القولون حتى بدء الحركة التمعجية في القولون المستعرض والنازل. إذا تأخر التبرز لفترة طويلة، فإن الفضلات قد تقسو وتتحلل ذاتياً؛ مسببة الإمساك.
عندما يعاد إرسال إشارة التبرز إلى الدماغ، يبدأ الطور الأخير من الدورة. تبدأ عضلات البطن بالتقلص (الانضغاط) مسببة زيادة في الضغط البطني البيني. ينخفض جدار العجان مسبباً تقلصاً في زاوية المستقيم من 90 درجة إلى أقل من 15 درجة (تقريباً مستقيم)، وترتاح المصرة الشرجية الخارجية. يبدأ المستقيم الآن بالتقلص والقصر في موجات تمعجية، مما يؤدي بالفضلات البرازية إلى الاندفاع خارج المستقيم والخروج من الجسم عن طريق القناة الشرجية. تسمح المصرتان الشرجيتان الداخلية والخارجية مع العضلة العانية المستقيمية للبراز بالمرور برفع فتحة الشرج فوق البراز الخارج في حركات تقلصية وقصورية.

## النواحي العضلية
عادة ما يرافق التبرز بأخذ نفس عميق ومحاولة طرد هذا الهواء ضد مزمار الحنجرة المغلق (مناورة فالسالفا). هذا التقلص في عضلات الصدر الزفيرية، والحجاب الحاجز، وعضلات الجدار البطني والغشاء الحوضي تبذل الضغط على المسار الهضمي.

## النواحي الدموية
خلال التبرز، يزداد ضغط الدم الصدري، وكردة فعل، تقل كمية الدم التي يضخها القلب. قد تحصل حالات موت أثناء التبرز الذي يسبب ارتفاع ضغط الدم بشكل كافٍ يسبب تمزق الأوعية الدموية أو طرد جلطات الدم (التخثر). أيضاً، عند انتهاء مناورة فالسالفا، ينخفض ضغط الدم؛ هذا، عادة يصاحب الوقوف للخروج من الحمام، مما يؤدي إلى حوادث معروفة في الإغماء.

## النواحي العصبية
أثناء التبرز، ترتاح عضلات المصرة الخارجية. تتصل عضلات المصرتين الإحليلية والشرجية، وأظهرت تجارب للدكتور هاريسون ويد في المركز الطبي لجامعة ولاية أوهايو أن المصرتين يمكنهما التقلص معاً، وليس بمفردهما، وأن كلتا المصرتين تظهران الارتياح أثناء التبول. هذا يوضح سبب اتصال التبرز بالتبول، وسبب اتصال التبول بإطلاق الريح.
قد يكون التبرز لا إرادياً أو تحت التحكم الإرادي، ويتعلم الأطفال الصغار التحكم الإرادي في مرحلة التدريب للذهاب إلى الحمام، متى ما توصلوا إلى التحكم الإرادي، إن فقدان السيطرة مسبباً سلس البراز قد يكون بسبب إصابة جسدية - مثل الضرر للمصرة الشرجية التي قد تتسبب في بضع الفرج، والخوف الشديد، والضغط الزائد على البطن، وداء الأمعاء الالتهابي، وامتصاص الماء الزائد في القولون (الإسهال) وعوامل سيكولوجية وعصبية.
فقدان التحكم الإرادي في التبرز عادة ما يحدث لأولئك الذين يصابون بأمراض فصلية.

## الأوضاع
أوضاع وطرائق التبرز معتمدة على ثقافة المجتمع. الطريقة الطبيعية والغريزية المستخدمة من قبل كل الحيوانات الرئيسية، التي تشمل الإنسان أثناء التبرز، هي طريقة القرفصاء. مراحيض القرفصاء، المشار إليها عادة بـ"مراحيض الوضع الطبيعي"، لاتزال مستخدمة في معظم أنحاء العالم، بما فيها معظم أفريقيا وآسيا. الاستعمال المنتشر للمراحيض الجلوسية في العالم الغربي هو تطور حالي، في بداية القرن ال19 مع مجيء السمكرة المنزلية.
بوكوس في أمراض الجهاز الهضمي، الكتاب المتخصص بهذا الموضوع، قال:

## التنظيف
يمكن تنظيف فتحة الشرج والأرداف بورق المرحاض، أو منتجات ورقية أخرى، أو أدوات ممتصة أخرى. في بعض المجتمعات يستعمل الماء (مثل الدول العربية) سواء بالإضافة إلى الورق أو وحده. في اليابان، تعرف بعض المراحيض في اليابان بأنها مصممة لغسل وتجفيف مؤخرة المستخدم بعد التبرز. هذه الطريقة معروفة في المنازل، أو الحمامات العامة.